# Pseudariotus notatus
Pseudariotus notatus es una especie de coleóptero de la familia Aderidae.

## Distribución geográfica
Una especie habita en el sureste de Estados Unidos. Hay otras en los neotrópicos.